# Екатарина Властелиновић
Екатарина Властелиновић (Скрадин, 1777 — Михољска превлака, 1847) била је рисанска контеса (грофица) и велика добротворка Манастира Св. Архангела Михаила на Михољској Превлаци, у време преузимања Боке которске од стране Француза 1797, а затим и од 1814. до 1918. у време аустријске окупације. У народном предању је остала упамћена као монахиња без мантије.

## Биографија
Екатарина Властелиновић рођена је као Екатарина Сундечић у Скрадину, највјероватније 1777. године. Била је сестра савинског архимандрита Спиридона Сундечића. Била је удата за конта (грофа) Илију Властелиновића из Рисна.

## Ктиторство
Екатарина је остала удовица у 25. години живота, када се заветовала да се више неће удавати. После мужевљеве смрти одлучила је да сву своју имовину уложи у обнову и спасавање тада већ срушеног Манастира светог Архангела Михаила на острву Михољска Превлака поред Тивта. Године 1827. она је успела да, за 400 златника, откупи трећину острва од породице Друшко из Котора, у намери да обнови срушени манастир. Екатерина није имала довољно средстава да обнови манастир, али је обновила део древног пирга за свој боравак, као и суседну кућу за кмета. Уместо дивљег растња засадила маслине и воћке и уредила стазе и обални приступ. На темељу срушеног Манастира подигла је своју задужбину, цркву Свете Тројице. Иако никада није носила мантију, постала је монахиња. Црква је завршена 1833. године, а за градњу је кориштен камен срушеног манастира. Домаћински је одржавала и унапређивала манастирску имовину. Пред крај живота, 26. августа 1846. године, за наследника половине своје имовине тестаментом је одредила владику Петра II Петровића Његоша. Са њим је, као и са светим Петром Цетињским често била у контакту. Део имовине преписала је цркви Свете Тројице.

### Манастира Светог архангела Михаила на Михољској Превлаци
Манастир Светог архангела Михаила настао је на темељима старог бенедиктинског самостана. Порушен је у 15. веку, после напада Млечана. Млечани су, преко извесног рибар Марина Друшка из Котора, отровали 72 монаха овог манастира. До тровања је дошло када је Друшко, из користољубља, убацио у јело арсен. Манастирски ред за столом налагао је да сви присутни једу постављену храну, а први симптоми тровања код свештеномонаха наступили су око сат времена после узимања хране. Отроване монахе припадници Млечани су усмртили, наносећи им повреде оштрим предметима и то углавном у пределу главе, што је и сада видљиво на многим лобањама. Друшка је и сам страдао у овом нападу. После овог инцидента објављено је да се у манастиру појавила куга, па је разрушен бомбардовањем из топова са бродова. Посмртни остаци монаха и даље почивају на острву. О овом догађају је детаљно писао и Стефан Митров Љубиша. О помору монаха на Превлаци дуго се ћутало. Тровање монаха добило је званичну потврду токсиколошким анализама рађеним на ВМА 1997. године.

## Смрт
Дела контесе Екатерине некима се нису свиђале, па је трпела многа ометања, подметања и пакости. У разбојничком нападу на острво 1845. године немилосрдно је претучена, тако да је последице осећала до краја живота. Две године касније, 1847. умрла је под сумњивим околностима. Пронађена је мртва и по наређењу званичних власти сахрањена у року од 24 сата. Парох превлачки је у Матици умрлих забележио да је Екатерину сахранио „на 22 уре” и то без погребне пратње. Приликом ексхумације њених земних остатака 1987. године, у пределу стомака пронађено је оловно зрно.
Контеса је за живота изразила жељу да буде сахрањена уз јужну страну олтара своје задужбине. На том месту се и данас налази надгробна плоча на којој се може прочитати натпис: „Овдје почива контеса Екатерина Властелиновић, покој њеном пепелу”.